# Mark Feldman
Mark Feldman (Chicago, 17 juli 1955) is een Amerikaanse jazzviolist en -componist.

## Biografie
Feldman werkte van 1973 tot 1980 in Chicago, van 1980 tot 1986 in Nashville (Tennessee) en vanaf 1986 in New York en West-Europa. Hij trad op met John Zorn, John Abercrombie, The Masada String Trio, Dave Douglas, Uri Caine en Billy Hart.
Hij was lid van het Civic Orchestra of Chicago en speelde aldaar in vele barbands. Hij speelde als studiomuzikant op meer dan 200 opnamen in Nashville, was lid van de Nashville Symphony en maakte deel uit van de toerende bands van country-western-entertainers Loretta Lynn en Ray Price.
In 2003 was hij solist bij het Radio Filharmonisch Orkest van Guus Janssen in het Violin Concerto van Guus Janssen en bij het WDR Jazz Orchestra in Concerto for Violin and Jazz Orchestra van Bill Dobbins. In het Lincoln Center in New York trad hij op in duo met de pianisten Paul Bley en Muhal Richard Abrams.
Hij heeft opnamen gemaakt met Michael Brecker, Lee Konitz, Joe Lovano en Chris Potter en speelde op meer dan 100 opnamen in New York als solist in hedendaagse muziek en moderne jazz.
Feldman heeft verschillende albums uitgebracht, waaronder Music for Violin Alone (Tzadik Records, 1995), Book of Tells (Enja Records, 2000), What Exit (ECM Records, 2006) met de Britse pianist John Taylor, To Fly to Steal (Intakt, 2010) met bassist Thomas Morgan en drummer Gerry Hemingway en Oblivia (Tzadik, 2010) met zijn vrouw, de Zwitserse pianiste Sylvie Courvoisier.

## Discografie

### Als leader/co-leader
- 1995: Music for Violin Alone (Tzadik Records)
- 1999: Music for Violin and Piano (Avant Records)
- 2005: Book of Tells (Enja Records)
- 2006: What Exit (ECM Records)
- 2009: Secrets (Tzadik) met Uri Caine, Greg Cohen, Joey Baron
- 2010: To Fly to Steal Sylvie Courvoisier-Mark Feldman Quartet met Thomas Morgan (bassist)|Thomas Morgan en Gerry Hemingway (Intakt)
- 2010: Oblivia met Sylvie Courvoisier (Tzadik)
- 2011: Hôtel du Nord Sylvie Courvoisier-Mark Feldman Quartet met Thomas Morgan (bassist)|Thomas Morgan en Gerry Hemingway (Intakt)
- 2013: Live at Theatre Vidy–Lausanne – Sylvie Courvoisier–Mark Feldman Duo (Intakt)
- 2014: Birdies for Lulu–Sylvie Courvoisier–Mark Feldman Quartet met Scott Colley en Billy Mintz (Intakt)
- 2016: Miller's Tale–Sylvie Courvoisier–Mark Feldman - Evan Parker-  Ikue Mori (Intakt)

Met the Arcado String Trio
- 1989: Arcado (JMT Records|JMT)
- 1990: Behind the Myth (JMT)
- 1992: For Three Strings and Orchestra (JMT) met Kölner Rundfunk Orchester conducted by David de Villiers
- 1995: Green Dolphy Suite (Enja) met Trio De Clarinettes
- 1996: Live in Europe (Avant)

### Als sideman
John Abercrombie
- 1998: Open Land (ECM)
- 2000: Cat 'n' Mouse (ECM)
- 2003: Class Trip (ECM)
- 2006: The Third Quartet (ECM)
- 2008: Wait Till You See Her (ECM)

Met Muhal Richard Abrams
- 1995: One Line, Two Views (New World Records)
- 2001: The Visibility of Thought (Mutable)

Met Ray Anderson
- 1994: Big Band Record (Gramavision) met de George Gruntz Concert Jazz Band

Met Tim Berne
- 1989: Tim Berne's Fractured Fairy Tales (JMT)

Met Don Byron
- 1993: Don Byron Plays the Music of Mickey Katz (Nonesuch)

Met Uri Caine
- 1997: Urlicht / Primal Light (Winter & Winter Records)
- 1997: Wagner e Venezia (Winter & Winter)
- 1999: The Sidewalks of New York: Tin Pan Alley (Winter & Winter)
- 1999: Gustav Mahler in Toblach (Winter & Winter)
- 2003: Gustav Mahler: Dark Flame (Winter & Winter)

Met The Chromatic Persuaders
- 1994: The Chromatic Persuaders (Konnex)
- 1998: Extrospection (Timescraper)

Met Sylvie Courvoisier
- 2003: Abaton (ECM)

Met Dave Douglas
- 1993: Parallel Worlds (Soul Note)
- 1996: Five (Soul Note)
- 1998: Charms of the Night Sky (Winter & Winter)
- 1999: Convergence (Soul Note)
- 2000: A Thousand Evenings (RCA)
- 2001: El Trilogy (BMG)
- 2001: Witness (RCA)

Met Yelena Eckemoff
- 2016: Leaving Everything Behind (L & H)

Met Billy Hart
- 1993: Amethyst (Arabesque Records)
- 1997: Oceans of Time (Arabesque)

Met Chris Potter
- 2007: Song for Anyone (Sunnyside)
- 2013, 2015: Imaginary Cities (ECM)

Met Marc Ribot
- 2003: Soundtracks Volume 2 (Tzadik)

Met They Might Be Giants
- 1989: Flood (Skyline)

Met Tom Varner
- 1992: The Mystery of Compassion (Soul Note)

Met Jarek Śmietana
- 2009: Jarek Śmietana Band – A Tribute To Zbigniew Seifert (featuring Jerry Goodman, Didier Lockwood, Krzesimir Dębski, Christian Howes (musician)|Christian Howes, Maciej Strzelczyk, Adam Bałdych, Pierre Blanchard, Mateusz Smoczyński: (JSR Records)

Met John Zorn
- 1993: Kristallnacht (Eva)
- 1996: Bar Kokhba (Tzadik)
- 1997: Filmworks VI: 1996 (Tzadik)
- 1997: Duras: Duchamp (Tzadik)
- 1998: The Circle Maker (Tzadik)
- 1998: Filmworks VIII: 1997 (Tzadik)
- 1999: The String Quartets (Tzadik)
- 1999: Taboo & Exile (Tzadik)
- 2002: Filmworks XI: Secret Lives (Tzadik)
- 2002: Cobra: John Zorn's Game Pieces Volume 2 (Tzadik)
- 2002: Filmworks XII: Three Documentaries (Tzadik)
- 2004: Masada Recital (Tzadik) met Sylvie Courvoisier
- 2004: 50th Birthday Celebration Volume 1 (Tzadik) met Masada String Trio
- 2005: 50th Birthday Celebration Volume 11 (Tzadik) met Bar Kokhba Sextet
- 2005: Azazel: Book of Angels Volume 2 (Tzadik) met Masada String Trio
- 2005: Malphas: Book of Angels Volume 3 (Tzadik) met Sylvie Courvoisier
- 2006: Filmworks XVIII: The Treatment (Tzadik)
- 2008: Lucifer: Book of Angels Volume 10 (Tzadik) met Bar Kokhba Sextet
- 2008: Filmworks XX: Sholem Aleichem (Tzadik)
- 2010: Haborym: Book of Angels Volume 16 (Tzadik) met Masada String Trio
- 2012: The Concealed (Tzadik)